# Goliath (auto)

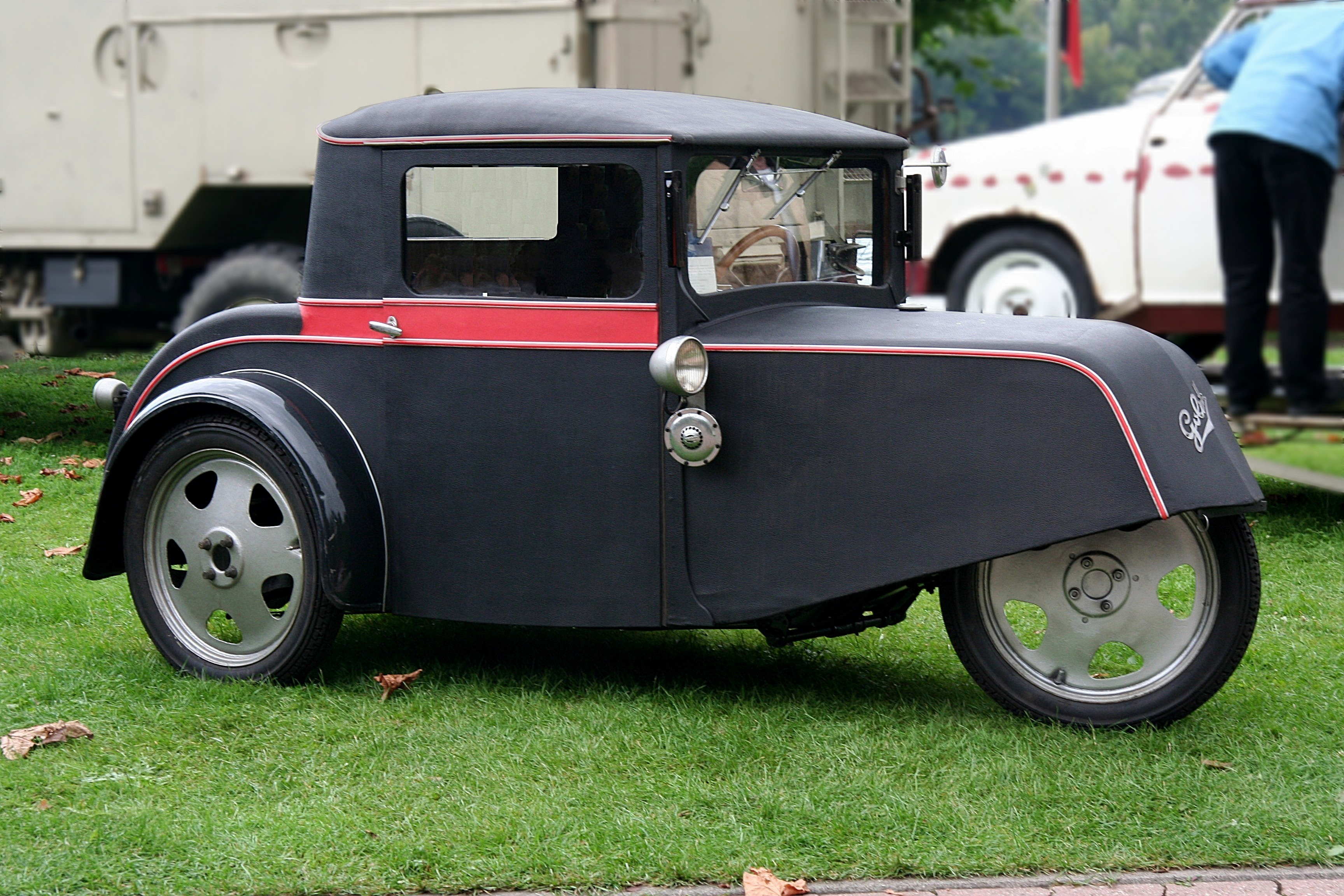
Goliath Pionier

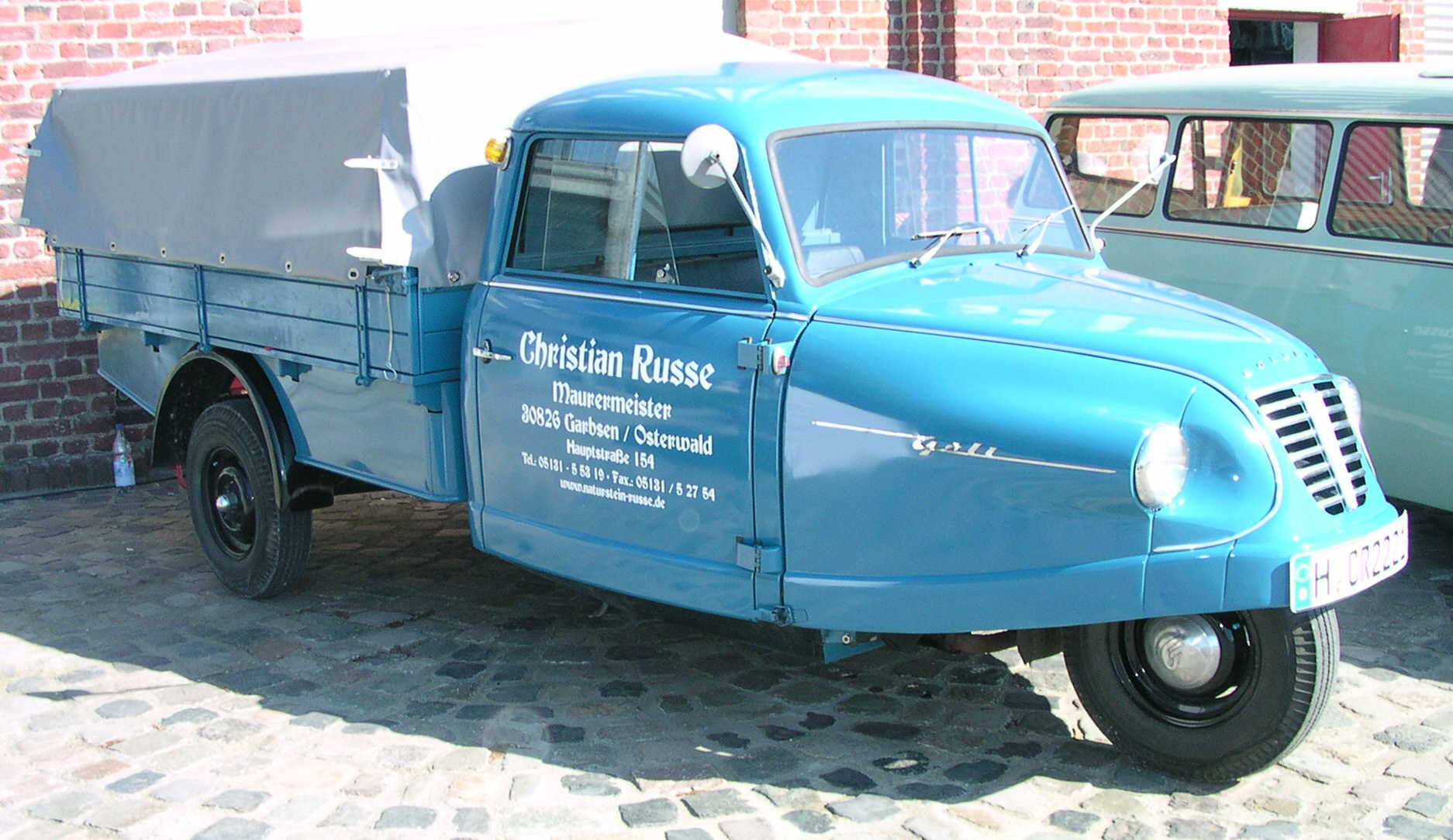
Goliath Dreirad

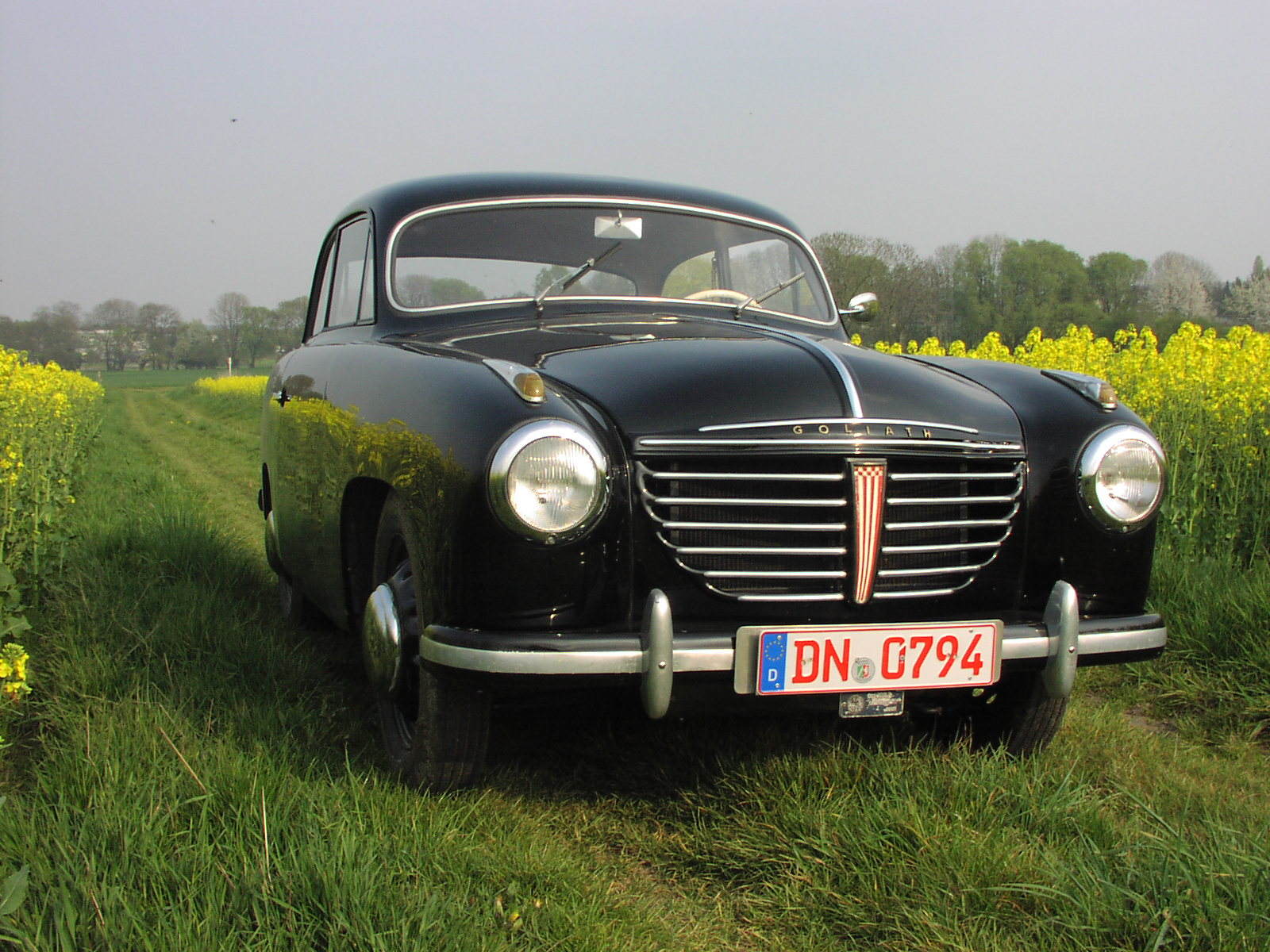
Goliath GP 700

Goliath, onderdeel van Borgward, is een Duits automerk, dat vanaf 1928 heeft bestaan, in 1958 overging op de naam Hansa en in 1961 verdween.
De Goliathfabriek in Bremen bouwde voor de Tweede Wereldoorlog vrachtauto's en autobuschassis'. In de jaren dertig werd de fabriek vooral bekend door driewielige autootjes: de Goliath Pionier voor personen en de Goliath Blitzkarre met laadbak. In de jaren vijftig ging men door met de productie van driewielige vrachtwagens ('Kleintransporter'), zoals de GD750 Dreirad en de Goli. Goliath vervaardigde in de jaren vijftig ook diverse typen auto's, waaronder de GP 700. Deze had een kleine 688 cc tweecilinder tweetaktmotor die 29 pk leverde. De auto werd vervaardigd als tweedeurssedan en als cabriolet en is meermalen gemoderniseerd, onder andere door een Bosch-injectiesysteem toe te passen. De prestaties bleven echter onder het gemiddelde door de te ruime afmetingen bij een relatief gering motorvermogen.
De Goliathfabriek kon overleven dankzij financiële steun van de Borgward-autofabriek. In 1957 werd de Goliath 1100 personenauto geïntroduceerd. Een jaar later werd overgegaan op de al in het Borgward-concern bestaande, maar in onbruik geraakte merknaam Hansa. Door het faillissement van Borgward hield Goliath / Hansa in 1961 op te bestaan.